# Mierzwin (województwo świętokrzyskie)
Mierzwin – wieś w Polsce położona w województwie świętokrzyskim, w powiecie jędrzejowskim, w gminie Imielno.

## Historia
5 grudnia 1863 r. w czasie trwania powstania styczniowego w lasach niedaleko wsi Mierzwin doszło do bitwy. Walka toczyła się między oddziałem powstańczym dowodzonym przez mjr Karola Kalitę a oddziałami armii carskiej. Starcie zakończyło się zwycięstwem powstańców.
W 1864 na mocy ukazu cara Aleksandra II Romanowa o uwłaszczeniu chłopów, mieszkańcy Mierzwina stali się właścicielami posiadanej ziemi i budynków.
Panowanie reżimu III Rzeszy w latach 1939-1945 w Mierzwinie zakończyło 14 stycznia 1945 zdobycie wsi przez żołnierzy radzieckich z 5 Gwardyjskiej Armii.
Do 1954  istniała gmina Mierzwin. W latach 1954–1961 wieś należała i była siedzibą władz gromady Mierzwin, po jej zniesieniu w gromadzie Imielno. W latach 1975–1998 miejscowość administracyjnie należała do województwa kieleckiego.

## Zabytki
Kościół pw. św. Piotra i Pawła, wybudowany w II. poł. XVI w., późnogotycki, mieścił się w nim zbór ariański. Kościół jest wpisany do rejestru zabytków nieruchomych (nr rej.: A.90 z 14.01.1957 i z 11.02.1967).